# The Gates of Slumber
The Gates of Slumber est un groupe de doom metal américain, originaire d'Indianapolis, dans l'Indiana. Le groupe est actif entre 1998 et 2013. Le groupe est mieux connu en Allemagne et en Angleterre que dans les États-Unis, leur pays natal.

## Biographie
Le groupe est formé par Karl Simon en 1998, mais ne se forme pas officiellement avant 2001, après l'arrivée du bassiste Dr. Phibes et du batteur Jamie Walters se joint au groupe. Cependant, après le départ de Phibes et Walters, Simon recrute Brad Elliott et Chris « The Fist » Gordon comme remplaçants. Cette formation n'est que de courte durée et Chuck Brown remplacera Gordon la même année.
Le problème de stabilité dans la formation poursuit le groupe jusqu'en 2003, à l'arrivée de Jason McCash comme bassiste après le départ d'Elliott. Cette formation dure jusqu'en 2005, période durant laquelle des conflits éclatent entre Brown et le reste du groupe, ce qui mènera à son départ. Après s'être brièvement fait remplacer par Gordon, la position de batteur revient à « Iron » Bob Fouts. Cette formation dure cinq ans entre 2005 et 2010. En 2010, Fouts est remplacé par J « Cool » Clyde Paradis, membre du groupe pendant deux ans jusqu'à son remplacement par Fouts.
Jason McCash quitte le groupe en septembre 2013, et Simon et Fouts décident de dissoudre le groupe ce même mois. Simon annonce la mort de McCash le 5 avril 2014 et décide de ne plus jamais reformer The Gates of Slumber.

## Membres

### Derniers membres
- Karl Simon – chant, guitare (1998–2013)
- Jason McCash – basse (2003–2013 ; décédé le 5 avril 2014)
- « Iron » Bob Fouts – batterie (2005–2010, 2012–2013)

### Anciens membres
- Dr. Phibes - basse (2001-2002)
- Jamie Walters - batterie (2001-2002)
- Brad Elliott – basse (2002–2003)
- Chris « The Fist » Gordon – batterie (2002, 2005)
- Chuck Brown – batterie (2002–2005)
- J « Cool » Clyde Paradis – batterie (2010–2012; décédé le 13 août 2016[4])

## Discographie

### Albums studio
- 2004 : ...The Awakening
- 2006 : Suffer no Guilt
- 2008 : Conqueror
- 2009 : Hymns of Blood and Thunder
- 2011 : The Wretch

### Singles et EPs
- 2005 : Like a Plague upon the Land (EP)
- 2006 : God Wills It (EP)
- 2008 : The Ice Worm's Lair (EP)
- 2010 : The Hyena Sessions (EP)
- 2011 : The Jury (single)
- 2013 : Stormcrow (EP)

### Compilations
- 2007 : Villain, Villain (deux vinyles)
- 2009 : Chronicles of True Doom (quatre vinyles)

### Splits
- 2007 : The Gates of Slumber/The Dream is Dead (split EP)
- 2007 : From Ultima Thule (split CD avec Spiritus Mortis)
- 2008 : The Gates of Slumber/Crowning Glory (split 7")

### Démos
- 2000 : Blood Encrusted Deth Axe
- 2002 : Sabbath Witch
- 2004 : The Cloaked Figure